# Czas na miłość (film 2013)
Czas na miłość (ang. About Time) – brytyjski komediodramat z 2013 roku w reżyserii Richarda Curtisa.
Film realizowano w Londynie i Los Angeles.

## Fabuła
Film opowiada o młodym człowieku (Domhnall Gleeson), który posiada zdolność podróżowania w czasie. Dowiedział się o tym od swojego ojca (Bill Nighy), który wyjawił mu, że mężczyźni w jego rodzinie zawsze posiadali tę możliwość. Tim w związku z tym może zmienić wydarzenia w swoim życiu, które zdarzyły się w przeszłości.

## Obsada
- Domhnall Gleeson jako Tim Lake
- Rachel McAdams jako Mary
- Bill Nighy jako ojciec (James Lake)
- Tom Hollander jako Harry Chapman
- Margot Robbie jako Charlotte
- Lindsay Duncan jako mama (Mary Lake)

## Opinie
Catherine Shoard (The Guardian) porównała film do Dnia świstaka, a Domhnalla Gleesona nazwała „rudowłosym Hugh Grantem”. Albert Nowicki (We'll Always Have the Movies) pisał: „W finalnych minutach brakuje (...) zadowalającej konkluzji, emocjonującej kulminacji. Wadą scenariusza są miałki przekaz oraz kiepsko zarysowane, nieforemne postacie. Duża to szkoda: zarówno Gleeson, jak i McAdams trzymają aktorski rytm, wykazując choćby idealne wyczucie gagu. Jest Czas na miłość przedsięwzięciem, nad którym tyrał cały sztab artystów 'lepszych' niż sam cel ich pracy”.
Serwis Rotten Tomatoes przyznał mu wynik 68%.